# Paul Simon (Politiker, 1886)

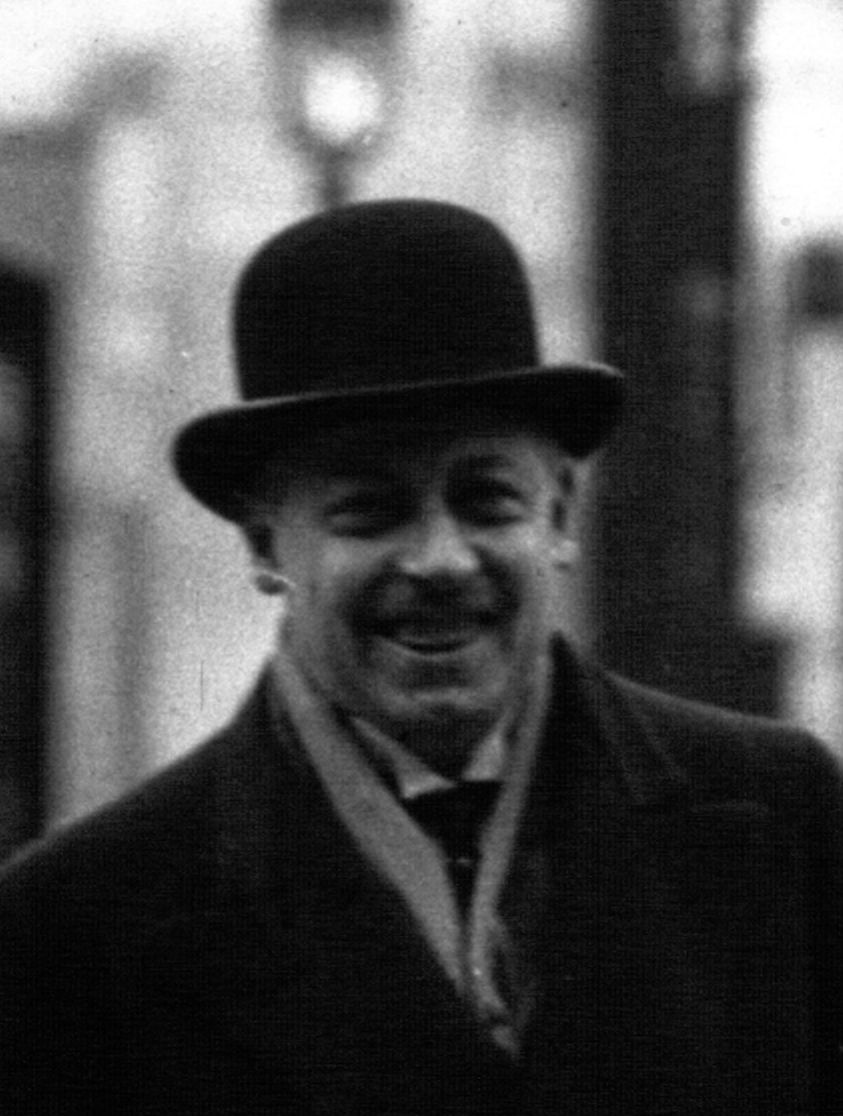
Paul Simon

Paul Simon (* 14. Juni 1886 in Brest; † 6. Mai 1956 in Paris) war ein französischer christdemokratischer Politiker und Widerstandskämpfer.

## Leben
Paul Simon, ein Rechtsanwalt und praktizierender Katholik, wurde zunächst in den Stadtrat von Brest gewählt und gewann am 23. April 1913 den Abgeordnetensitz im Wahlkreis Brest 2, der bis dahin von der konservativen Rechten gehalten wurde. Paul Simon war damals der jüngste Abgeordnete Frankreichs. Er wurde von 1914 bis zum Ende der Dritten Republik 1936 wiedergewählt.
Er gründete die politische Wochenzeitung Le Démocrate, in der sich die ersten Christdemokraten des Départements Finistère zusammenfanden. Er war auch Mitbegründer der Parti démocrate populaire und trug zum Aufschwung der Tageszeitung L’Ouest-Éclair bei, dem wichtigsten Organ der Christdemokraten in der Bretagne und im Westen, dessen politischer Leiter er bis 1940 war.
Simon stimmte als einer der Quatre-vingts 1940 gegen die Vollmachten für Marschall Pétain. Danach engagierte er sich in der Résistance, gehörte dem Comité départemental de la Résistance seines Departements an und wurde in die Assemblée consultative provisoire (Provisorische Beratende Versammlung) berufen.
1946 wurde er von der Nationalversammlung in den Rat der Republik gewählt, entschied sich jedoch, bei den Wahlen zum Rat der Republik 1948 nicht mehr zu kandidieren. 1948 wurde er zum Ritter der Ehrenlegion ernannt.